# Atocha (Salta)
Atocha es una localidad del  municipio de San Lorenzo, provincia de Salta, Argentina.

## Población
Contaba con 564 habitantes (Indec, 2001), lo que representa un incremento el 12,8% frente a los 500 habitantes (Indec, 1991) del censo anterior. En la actualidad, se han construido nuevos barrios, por lo que la cantidad de habitantes ha aumentado. Por eso, la población aún no fue calculada con precisión.
La localidad abarca una extensión de 20 ha y 3441 metros cuadrados, está ubicada a 6 km de la ciudad de Salta, se trata de una zona semirrural con un sector agrícola ganadero y otro urbano.
Allí se encuentra un particular cementerio de aves.